# Сиддик, Абубакар
Абубакар Сиддик (бенг. আবুবকর সিদ্দিক, 19 августа 1934, Готапара, Британская Индия — 28 декабря 2023, Кхулна) — бангладешский поэт, прозаик, автор рассказов и критик.
Сиддик умер 28 декабря 2023 года в возрасте 87 лет.

## Произведения

### Романы
- Jalarakshas (Водный Демон) (1985) OCLC 17117540[3]
- Kharadaha (Пламя засухи) (1987) OCLC 423293860[3]
- Barudpora Prohor (Время пороха) (1966)[3]
- Ekatturer Hridobhasma (Сердечный пепел 1971 года) (1997) OCLC 37694758[3]

## Награды
- Литературная премия Академии Бангла[англ.] (1988)[3]
- Премия Бангладеш Катхашилпи Сангсад[3]
- Премия Бангабхаша Санскрити Прасар Самити (Калькутта)[3]
- Премия Кхулны Сахитьи Паришада[3]
- Премия Фонда Багерхат[3]
- Медаль Ришиджа[3]
- Золотая медаль Бангладеш Лехика Сангха[3]